# Kaimonark
Kaimonark (Symposiachrus leucurus) är en fågel i familjen monarker inom ordningen tättingar.

## Utbredning och systematik
Fågeln förekommer enbart i Kaiöarna (Kai Kecil, Kai Besar och Baer). Den behandlas som monotypisk, det vill säga att den inte delas in i några underarter.

## Status
IUCN kategoriserar arten som nära hotad.